# Gusripen Efendi
Gusripen Efendi (sinh ngày 14 tháng 8 năm 1986 ở Muara Mahat, Kampar Regency) là một cầu thủ bóng đá người Indonesia hiện tại thi đấu cho PSPS Pekanbaru ở Indonesia Super League.

## Thống kê câu lạc bộ
| Câu lạc bộ        | Mùa giải | Super League | Super League | Premier Division | Premier Division | Piala Indonesia | Piala Indonesia | Tổng    | Tổng      |
| Câu lạc bộ        | Mùa giải | Số trận      | Bàn thắng    | Số trận          | Bàn thắng        | Số trận         | Bàn thắng       | Số trận | Bàn thắng |
| ----------------- | -------- | ------------ | ------------ | ---------------- | ---------------- | --------------- | --------------- | ------- | --------- |
| Semen Padang F.C. | 2010-11  | 1            | 0            | -                | -                | -               | -               | 1       | 0         |
| PSPS Pekanbaru    | 2011-12  | 14           | 0            | -                | -                | -               | -               | 14      | 0         |
| Tổng              | Tổng     | 15           | 0            | -                | -                | -               | -               | 15      | 0         |